# 伊達宗倫 (男爵)
伊達 宗倫（だて むねとも、1872年10月7日（明治5年9月5日） - 1892年（明治25年）10月11日）は、明治時代の男爵。伊達宗城の八男で宇和島藩伊達家分家当主。東京府宿所生まれ。幼名・経丸。
幼少より新銭座慶應義塾に入学。1889年（明治22年）に分家を創立して、1892年（明治25年）5月30日に父の功により男爵を叙爵。同年6月1日、宗倫と改名した。通称は「伊達従五位」で、伊達家一門より呼ばれていた名前である。同年10月11日に死去した。享年22。
弟の伊達宗曜が養嗣子として跡を継いだ。